# Филлипс, Даг
Дуглас Джордж Филлипс (англ. Douglas George Phillips; род. 4 декабря 1946, Торонто) — канадский бизнесмен и политик. Комиссар Юкона (2010—2018).

## Биография
Филлипс родился в Торонто в 1946 году и в детстве вместе со своей семьей переехал в Уайтхорс.
Впервые он был избран в Законодательную ассамблею Юкона в 1985 году, находясь 15 лет на должности члена ассамблеи от избирательного округа Ривердейл-Норт. Филлипс работал в кабинете премьер-министра Юкона Джона Осташека, занимая должности министра туризма, министра образования, министра, ответственного за Управление по делам женщин, министра юстиции и министра, ответственного за Комиссию по государственной службе.
В 2000 году он ушёл в отставку из Законодательной ассамблеи, а в последующие годы был назначен в многочисленные советы и комиссии. В 2004 году он вступил в Совет по планированию землепользования Юкона и стал его председателем до назначения премьер-министром Канады Стивеном Харпером на должность комиссара Юкона. На момент своего назначения он также был администратором Юкона (также именуемым «помощником комиссара»). В целом назначение Филлипса получило широкое одобрение в округе.
Жена — Дейл Стоукс. Имеет пятеро детей и пятеро внуков.
Награждён Орденом Юкона в 2020 году.